# 2024年哈代拉持斧襲擊事件
當地時間2024年10月9日，以色列海法區哈代拉發生持斧襲擊事件，襲擊者艾哈邁德·賈巴里在三處地點行兇，造成1死5傷，其中一人傷勢危重。最終賈巴里被以色列警方擊斃。

## 襲擊
事件發生於2024年10月9日上午約11點30分，艾哈邁德·賈巴里，一位來自烏姆阿法姆的以色列阿拉伯人，騎著摩托車在哈代拉不同的街道上移動，對路人發動襲擊。
賈巴里的襲擊始於吉蒂特街，他在那裡砍向2人上半身。接著，他來到博特科夫斯基街，砍傷第3人，該受害者重傷。隨後，賈巴里來到赫茨爾街，並再次砍傷2人。最終，他在赫伯特塞繆爾街被警方攔截並被擊斃。

## 傷亡情況
事件中共有6人受傷，其中2人情況危殆。所有傷者被送往希勒爾·亞菲醫療中心接受治療。受害者之一，拉比拉斐爾·摩西·費舍夫，於事件發生的次日因傷去世。